# Bostadsrätt

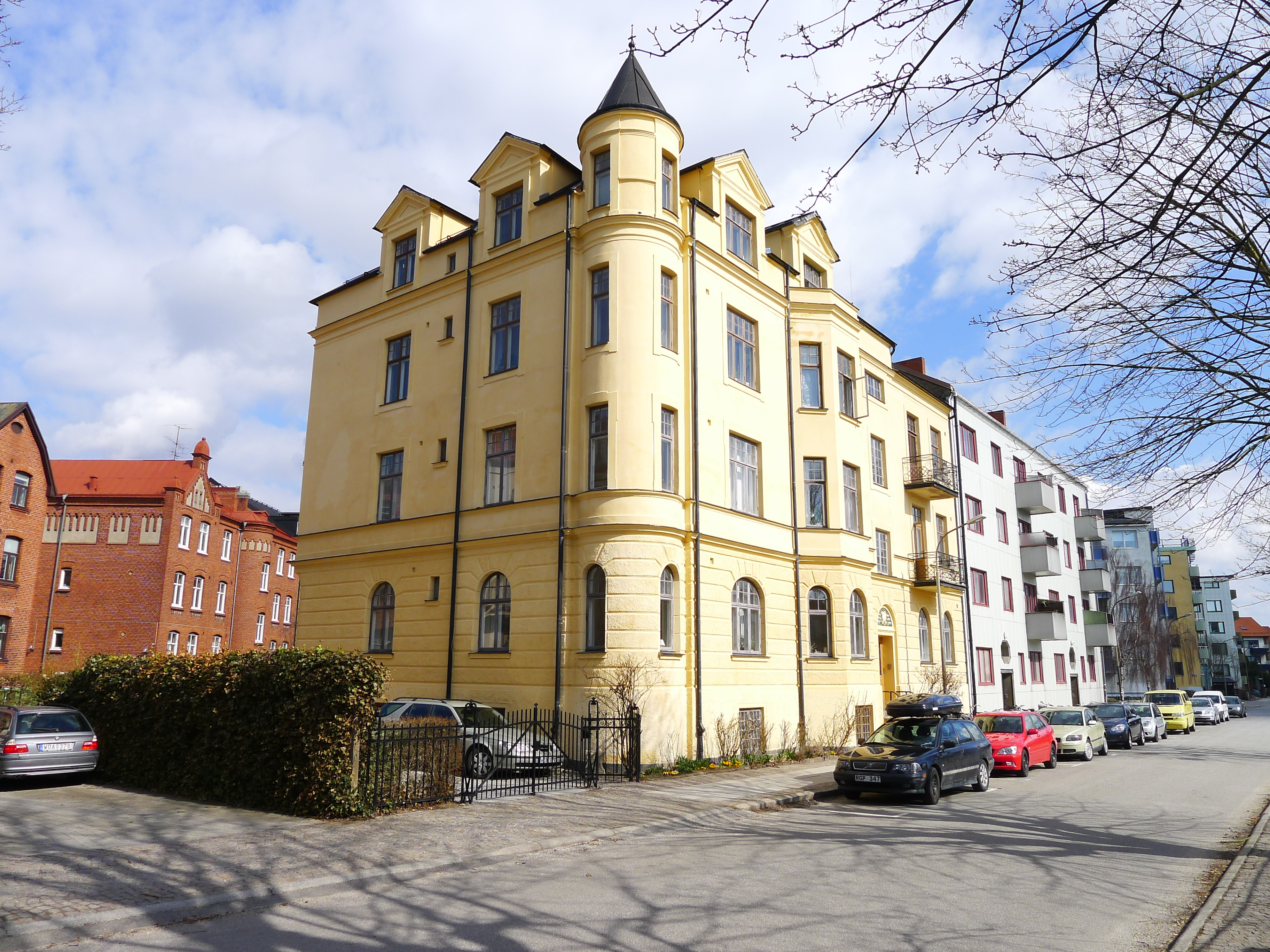
Beväringen 8 på Revingegatan 3 i Lund, ett hus byggt 1908 som sedan 2004 ägs av brf Beväringen 8 i vilket det upplåts lägenheter med bostadsrätt.

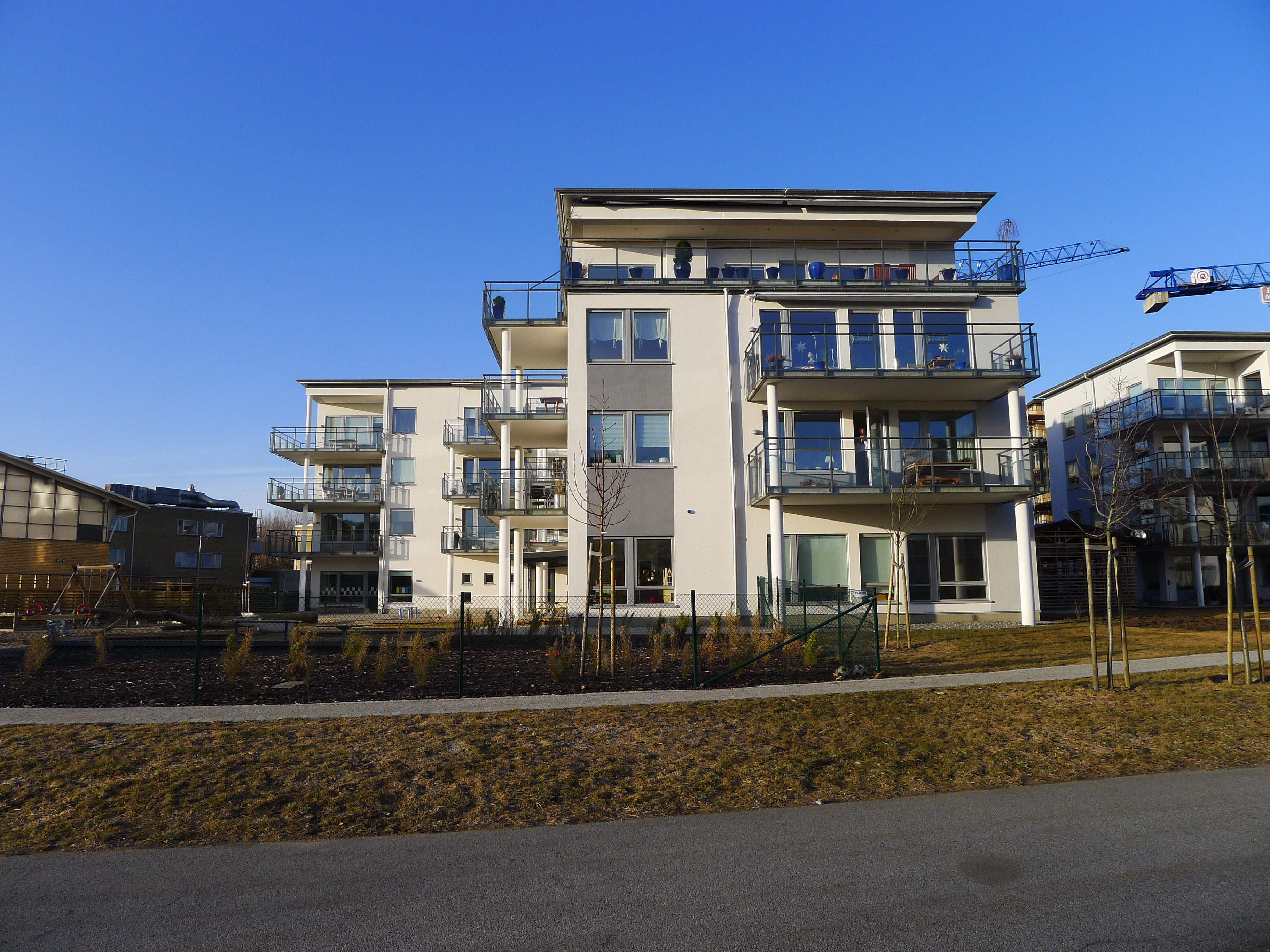
Måsen 20 på Grisslevägen i Lund, ett av flera hus på fastigheten byggda 2010 av JM för upplåtande av lägenheter med bostadsrätt, nu ägt av brf Vinkelhaken i Lund.

Bostadsrätt, även kallat insatslägenhet, är i Sverige en upplåtelseform där medlemmar av en bostadsrättsförening (brf) äger varsin rättighet att nyttja en bostad mot en årsavgift som vanligen betalas per månad. Rättigheten gäller för obegränsad tid under förutsättning att de förpliktelser medlemmen har mot föreningen uppfylls. Bostadsrättshavaren äger dock inte bostaden utan förvärvar ett ekonomiskt andelstal i föreningen tillsammans med en bostadsrätt i den. Fastigheten och bostäderna i den ägs av bostadsrättsföreningen. Som beräkningsgrund för årsavgiften används vanligen insats eller andelstal. Andelstalet talar om bostadsrättighetens andel av föreningens tillgångar och skulder. Endast bostadsrättsföreningar får upplåta bostadsrättigheter. Sedan föreningen upplåtit bostadsrätt kan bostadsrättshavaren överlåta bostadsrätten (vilket slarvigt kallas att "sälja lägenheten", trots att det som egentligen sker är försäljning av insatsen i föreningen, vilken medför rätt att bruka lägenheten). Den lag som i huvudsak reglerar det som rör bostadsrätter är bostadsrättslagen. Enligt SCB fanns det år 2022 drygt 1 200 000 lägenheter med bostadsrätt.

## Bildande av bostadsrätt
Bostadsrätten har funnits i Sverige sedan 1800-talet. Syftet med införandet var att möjliggöra för föreningar, genom medlemmarnas besparingar, att tillsammans bygga ett hus. Numera sker så väldigt sällan.
Före 1930 "ägdes" en lägenhet genom ägande av andel i bostadsförening eller aktier i bostadsaktiebolag. Bostadsrättsföreningar kunde bildas sedan den första bostadsrättslagen stiftades år 1930. Bostadsrätten blev en viktig del i det svenska folkhemsbygget, med den kollektiva principen att boendet i lägenhetshus skulle ägas och förvaltas på kooperativ basis av de boende själva. Idén var att bostadshuset skulle ägas gemensamt av de boende, med en boenderepresentativ styrelse som kunde kontrollera intäkter och utgifter. Hyran skulle därigenom enbart täcka de kostnader som var oundgängliga för boendet och all vinst inom hyresmarknaden skulle på så vis tillfalla de boende själva, istället för att komma privata hyresvärdar till godo. Numera bildas oftast bostadsrätter antingen genom att hyresrätter ombildas till bostadsrätter, eller vid nybyggnad att en bostadsrättsförening bildas av det byggbolag som låtit uppföra byggnaden för att sälja bostadsrätterna.
För att en ombildning skall kunna komma till stånd krävs bland annat (a) att någon bildar en bostadsrättsförening och att minst 2/3 av samtliga hushåll i fastigheten godkänner föreningens plan, eller (b) att en ekonomisk förening står som ägare av en hyresfastighet och som skriver om sina stadgar till en bostadsrättsförening, vilket alltså inte kräver någon hyresgästs godkännande. Det senare har av Hem & Hyra kallats för "fuskombildning" och blev uppmärksammat 2006 av Hyresgästföreningen och riksmedia då fastighetsbolaget Gillöga nyttjade metoden efter att möjligheten för ett aktiebolag att ombilda utan hyresgästers inflyttande tagits bort i fallet "Lex Ussing" som uppmärksammades 2002. Den statliga offentliga utredningen "Vem äger fastigheten" (SOU 2023:55) föreslår lagändringar för att komma till bukt med denna typ av fuskombildning. I vissa fall (allmännyttans fastigheter) krävs även ett godkännande av länsstyrelse. 
Hyresgäst som inte vill köpa in sig har rätt att bo kvar som hyresgäst med oförändrade rättigheter även i nybildad bostadsrättsförening, eftersom föreningen enligt lag då måste överta alla skyldigheter som hyresvärd.
Då ett byggbolag låter uppföra en byggnad i vilken det skall bli bostadsrätter består styrelsen då föreningen bildas av anställda på byggbolaget, en så kallad byggande styrelse. En sådan styrelse verkar inte alltid för de framtida medlemmarnas intressen utan snarare byggbolagets. En följd av detta kan vara att det sätts en alltför låg månadsavgift då det underlättar försäljningen, och att månadsavgiften sedan måste höjas. En annan kan vara att det ingås ofördelaktiga avtal å föreningens vägnar. En sådan styrelse behöver emellertid inte beviljas ansvarsfrihet av föreningsmedlemmarna under följande årsmöte.

## Överlåtande av bostadsrätt, vanligen kallat "försäljning"
Vid överlåtelse av bostadsrätt genom köp skall ett avtal upprättas skriftligen och skrivas under av säljaren och köparen, d.v.s. tidigare resp. senare innehavare. För att en överlåtelse skall vara giltig måste köparen beviljas medlemskap i föreningen, undantaget är exekutiv försäljning och tvångsförsäljning. Styrelsen har rätt att neka en köpare medlemskap i föreningen, men beslutet kan överprövas i Hyresnämnden. Den vanligaste orsaken till att medlemskap nekas är för låg inkomst eller betalningsanmärkningar, men även andra skäl kan åberopas. Medlemskap kan dock ej nekas på grund av för låg inkomst. Vad för villkor som får finnas i stadgarna som förutsättning för inträde i föreningen är numera reglerat i bostadsrättslagen. Vanligt är också att juridiska personer nekas medlemskap, då juridiska personer som medlemmar kan leda till att föreningen blir en oäkta bostadsrättsförening.
Det är vanligt att en köpare av en existerande bostadsrätt jämför bostadens storlek, attraktivitet och pris med liknande utbud på marknaden. Månadsavgiften är normalt en del av denna jämförelse. I månadsavgiften ingår kostnader för det gemensamma underhållet liksom kostnader för föreningens lån, vilka kan variera beroende på föreningens belåningsgrad och lånens räntesats.
Eventuell skillnad mellan "försäljningsbelopp" och det belopp som investerats vid anskaffandet av bostadsrätten ska innehavaren deklarera för taxering som realisationsvinst, med vissa avdrag. Även beräknat kapitalvärde på bostadsrätten kan vara föremål för bedömning av förmögenhet hos innehavaren.

## Ombyggnad av bostadsrätt
I tidigare bostadsrättslagar var inte ombyggnad något som reglerades eller som medgavs, då ombyggnader, om de gjordes, sköttes av föreningen. Numera tillåts bostadsrättshavaren göra ombyggnader av sin lägenhet. Det är vanligt med avsättning av ett mindre årligt belopp till en fond för underhåll och förnyelse för att tillräckliga medel ska finnas när behovet uppkommer, men rena ombyggnader kan gå utanför detta.
Sedan 2003 behöver man endast föreningens tillstånd för att göra ingrepp i bärande konstruktioner och för större förändringar i kök och våtrum. Styrelsen får enligt bostadsrättslagen inte vägra att ge tillstånd för en åtgärd som inte är till påtaglig skada eller olägenhet för föreningen. En åtgärd kan vara till skada eller olägenhet utan att vara påtaglig och kan vara till skada eller olägenhet för en bostadsrättshavare men utan att för den sakens skull vara det för föreningen.

## Andrahandsuthyrning av bostadsrätt
Bostadsrättslagen ändrades den 1 juli 2014 med resultat att andrahandsuthyrning har underlättats.
Bostadsrättshavaren behöver fortfarande styrelsens eller Hyresnämndens tillstånd för att hyra ut och bostadsrättshavaren ska kunna ange ”skäl” för uthyrningen, men behöver inte längre ange ”beaktansvärda skäl”. Bostadsrättsföreningar får nu ta ut en avgift under uthyrningen.
På grund av behovet av att kunna ta emot ökad invandring vädjade år 2016 den politiska majoriteten i Stockholms Stadshus till stockholmarna att öppna sina hem för nyanlända genom att hyra ut lediga rum eller hela lägenheter. 

Enligt lagen om uthyrning av egen bostad, även kallad privatuthyrningslagen, så får hyresgäster som hyr en privatbostad i andrahand ingen besittningsrätt.
Det finns dock några undantag om uthyraren äger fler än en bostadsrätt.
Om uthyraren äger två bostadsrätter och hyr ut båda bostadsrätterna så får hyresgästen som hyr den första bostadsrätten ingen besittningsrätt. Hyresgästen som senare hyr en annan bostadsrätt av samma bostadsrättshavare får emellertid besittningsrätt enligt hyreslagens regler om hyresgästen har bott i lägenheten mer än två år i följd.
Om uthyraren äger tre eller fler bostadsrätter gäller inte längre privatuthyrningslagen. Det innebär att bostadsrättshavare och hyresgäst skall skriva avtal enligt hyreslagen och då måste bostadsrättshavaren själv se till att avtala bort besittningsrätten i avtalen med var och en av hyresgästerna.

## Övrigt
En bostadsrättsförening kan även äga småhus. Då kan den förutom att ha ordet bostadsrättsförening i sin firma också kalla sig för småhusförening.[källa behövs] En förening kan sälja av småhus (friköp) men ännu kan endast nybyggda fastigheter styckas upp till enskilda ägarlägenheter, genom lag om tredimensionell fastighet från 2009. Justitiedepartementet uppgav emellertid 2011 att andra möjligheter kan komma att övervägas.
Om bostadsrättshavaren åsidosätter sina skyldigheter gentemot föreningen kan bostadsrättigheten förverkas. Föreningen kan då bjuda ut bostadsrätten på den öppna marknaden. Innehavaren av en bostadsrätt har också rätt att låta den återgå till föreningen.
Vad gäller boendekostnader så kan marknadspriset på en bostadsrätt köpt i andra hand jämföras med det för en motsvarande ägarlägenhet. Månadskostnaden för eventuellt egna lån är då jämförbara. Den samfälliga månadsavgiften för en ägarlägenhet består av lägenhetens del av yttre drift och underhåll. Månadsavgiften för en bostadsrätt inkluderar förutom rättighetens del av yttre drift och underhåll också ränta på andelstalets del av föreningens lån. Månadsavgiften för en bostadsrätt blir därför i allmänhet betydligt högre än månadsavgiften för en ägarlägenhet.

## I andra länder
Bostadsrätt motsvaras i Danmark av andelsbolig. Det finländska begreppet bostadsrättsbostad (finska: asumisoikeus) är mer likt hyresrätt, medan bostadsaktiebolag (finska: asunto-osakeyhtiö) är närmast den svenska modellen i funktion. Det som motsvarar bostadsrätt/bostadsrättsförening benämns vanligen housing cooperative på engelska, inte att förväxla med condominium ("condo") som motsvarar den svenska ägarlägenheten. 
Men i egenskap av den vanligaste upplåtelseformen för lägenheter, vilket bostadsrätt är i Sverige, motsvaras det inte alltid av en liknande upplåtelseform, utan ofta av något som närmare motsvarar ägarlägenheten, med variation från land till land.